# Женись и управляй женой
«Жени́сь и управля́й жено́й» (англ. Rule a Wife and Have a Wife) — комедия английского драматурга Джона Флетчера, написанная в 1624 году и в том же году впервые поставленная актёрской труппой «Слуги короля».
Оригинальное название пьесы отсылает к английской пословице: «Управлять строптивицей умеет всякий, кроме того, кто на ней женат» («Every man can rule a shrew but he that has her»), то есть — давать советы в этом деле легче, чем следовать им.

## Содержание
Комедия разрабатывает тему соперничества полов за главенство в браке, встречающуюся у Флетчера также в «Награде женщине, или Укрощении укротителя» и нескольких других пьесах. Здесь эта тема представлена в двух вариантах: главный сюжет пьесы — о муже, «укрощающем» жену, побочный — о жене, «укрощающей» мужа.
Действие происходит в современной драматургу Испании, участвовавшей тогда в Восьмидесятилетней войне. Основные мужские персонажи комедии служат в армии и среди забот военной жизни мечтают о выгодной женитьбе.
Главный сюжет создан Флетчером самостоятельно. Его героиня, молодая богатая наследница Маргарита, желает выйти замуж за глупого и покорного юношу, чтобы, сохраняя под прикрытием брака респектабельность, иметь возможность заводить любовников и жить в своё удовольствие. Служанка Маргариты Алтея рекомендует ей своего брата, солдата Леона; кандидат сначала кажется подходящим, однако после свадьбы сбрасывает маску простака и берётся за «перевоспитание» жены.
Побочный сюжет заимствован из новеллы Сервантеса «Обманная свадьба», входящей в сборник «Назидательные новеллы». Здесь другая служанка Маргариты, Эстефания, обманом завлекает в брак самоуверенного капитана Переса, выдавая роскошный особняк Маргариты за свой собственный.

## Публикации
Пьеса впервые издана ин-кварто в 1640 году. В первом фолио Бомонта и Флетчера (1647) она отсутствует; следующее издание — в составе второго фолио (1679).
На русский язык пьеса переведена Полиной Мелковой. Перевод опубликован в составе двухтомного собрания сочинений Бомонта и Флетчера в 1965 году.